# Rădulești (gmina)
Rădulești – gmina w Rumunii, w okręgu Jałomica. Obejmuje miejscowości Movileanca, Rădulești i Răsimnicea. W 2011 roku liczyła 1358 mieszkańców. 